# Волбож
Волбож или Во̀лбуж (на полски: Wolbórz) е град в Централна Полша, Лодзко войводство, Пьотърковски окръг. Административен център е на градско-селската Волбожка община. Градските му права са възстановени на 1 януари 2011 година.

## География
Градът е разположен на 15 километра североизточно от Пьотърков Трибуналски.

## История
Селището получава градски права през 1273 година от княз Лешек Черни, но в 1870 те са му отнети.
В периода (1975-1998) е част от Пьотърковското войводство.

## Личнисти

### Родени в града
- Анджей Фрич Моджевски - полски писател, теолог и политик